# Carl Wieman
Carl Wieman (Corvallis, 26 de março de 1951) é um físico estadunidense. Recebeu o Nobel de Física em 2001, juntamente com Eric Allin Cornell e Wolfgang Ketterle, pela criação experimental do condensado de Bose-Einstein.

## Publicações selecionadas
- Donley, Elizabeth A.; Neil R. Claussen; Simon L. Cornish; Jacob L. Roberts; Eric A. Cornell; Carl E. Wieman (19 de julho de 2001). «Dynamics of Collapsing and Exploding Bose−Einstein Condensates». Nature. 412 (6844): 295–299. PMID 11460153. doi:10.1038/35085500
- Walker, Thad; David Sesko and Carl Wieman (1990). «Collective Behavior of Optically Trapped Neutral Atoms». Phys. Rev. Lett. 64 (4): 408–411. PMID 10041972. doi:10.1103/PhysRevLett.64.408
- Tanner, Carol E.; Carl Wieman (1988). «Precision Measurement of the Hyperfine Structure of the 133Cs 6P3/2 State». Phys. Rev. A. 38 (3): 1616–1617. PMID 9900545. doi:10.1103/PhysRevA.38.1616